# Husitská bible
Husitská bible (maďarsky Huszita Biblia, někdy též „Františkánská bible“) je nejstarší známý maďarský (a současně uralskojazyčný) překlad bible, pocházející z 20.–30. let 15. století. Je součástí Vídeňského kodexu (maďarsky Bécsi kódex).

## Historie
Husitská bible je jediný písemný pozůstatek husitství v Uhrách. Kniha – nebo její většina – byla přeložena Tamásem Pécsim a Bálintem Újlakim (v české historiografické literatuře se objevují i počeštěná jména Tomáš a Valentin). Oba, Pécsi a Újlaki, studovali na pražské Univerzitě Karlově v letech 1399 až 1411, kde se setkali s reformními názory Jana Husa. Jak lze usuzovat ze soupisu nalezeném v Mnichovském rukopise, oba františkánští duchovní zřejmě započali práce na překladu roku 1416 a hotovi byli nejpozději roku 1441. Pécsi musel brzy poté odejít z Uher před inkvizicí a odebral se i se svými stoupenci do Moldavska. Byli však neúspěšní, jejich překlad byl zkonfiskován.
Původní rukopis je nezvěstný, nejspíše byl zničen. Většina textu Husitské bible je odvozena z dochovaných částí kopií. Nejvýznamnějšími existujícími kopiemi tohoto překlad jsou rukopisy nazývané Kodex Mnichovský, Vídeňský a Aporův. Některé další kratší části byly přepsány do jiných maďarských nářečí. Ty jsou dostupné také v některých dalších maďarských kodexech 15. století.

## Obsah

### Slovní zásoba
Překlad je jedním z mála dokladů dobového stavu jazyka. Obsahuje několik maďarských výrazů, jež se v současné maďarštině nevyskytují. Jsou to například (s moderním maďarským ekvivalentem a českým překlad v závorkách): monnál (mintegy / někteří), midenem (nemde / není liž pravda?), csajva (cserebogár, chroust), gördőlet (mennydörgés, hrom/hřmění), atd.
V některých ohledech byli překladatelé Husitské bible prvními reformátory maďarštiny: sami vytvořili některé zcela nové výrazy, z nichž některé se však neujaly, např.: császárlat (císařství), czímerlet (titulus), ezerlő (tribunus), negyedlő (tetrarcha) apod.

### Ortografie
Ortografie maďarské Husitské bible byla ovlivněna českým pravopisem 15. století. Uherští františkáni přejali český systém znaků pro vyjádření zvláštních hlásek pomocí diakritických znamének, (tj. hlásku ň jako ń, dlouhé é atp.). Tento pravopis byl v době překladu Bible již rozšířen i mezi další uherské františkány, nejen překladatele Bible, objevuje se i v dalších dobových kodex, a to po téměř celé 16. století. Moderní maďarský pravopis má však odlišný původ a používá častěji digrafy.

## Kopie

### Vídeňský kodex
Nejstarší kopií je Vídeňský kodex. Obsahuje část Starého zákona, konkrétně knihy proroků. Rukopis má 162 stran, každou o rozměrech 216 x 142 mm. Kniha je dílem tří osob ze druhé poloviny 15. století. Od 18. století byl rukopis uložen ve Vídni, předchozí místo je neznámé. V roce 1932 byl rukopis převezen do oddělení rukopisů Széchényiho národní knihovny v Budapešti, kde se nalézá dodnes.

### Mnichovský kodex
Mnichovský rukopis má 124 stran a obsahuje evangelia. Jeho rozměry jsou 135 × 200 mm. Celý rukopis je dílem Györgye Németiho, který své dílo dokončil roku 1466 v Târgu Trotuș.
Není známo, kde se rukopis nacházel těsně po svém vzniku. První strana se zmiňuje o jednom z prvních majitelů, filologovi a sběrateli knih Johannu Albrechtu Widmannstetterovi (1506–1557). Dnes je rukopis ve vlastnictví Bavorské státní knihovny a je ve skvělém stavu.
Kompletní faksimile bylo zveřejněno v roce 1958 jako součást Uralo-altajské knihovny.

### Aporův kodex
Aporův kodex dostal své pojmenování po svém někdejším majiteli, rodině Aporových. Jedná se o colligatum. Původně obsahoval 208 stran, z nichž 92 však bylo zničeno, a 116 se dochovalo, z toho prvních 21 je velmi poškozených. Kvůli vlhkému prostředí byly zasaženy také další stránky. Obsahuje překlady žalmů a písní. Rozměry rukopisu jsou 208 × 140 mm.